# Košicko-prešovská aglomerace

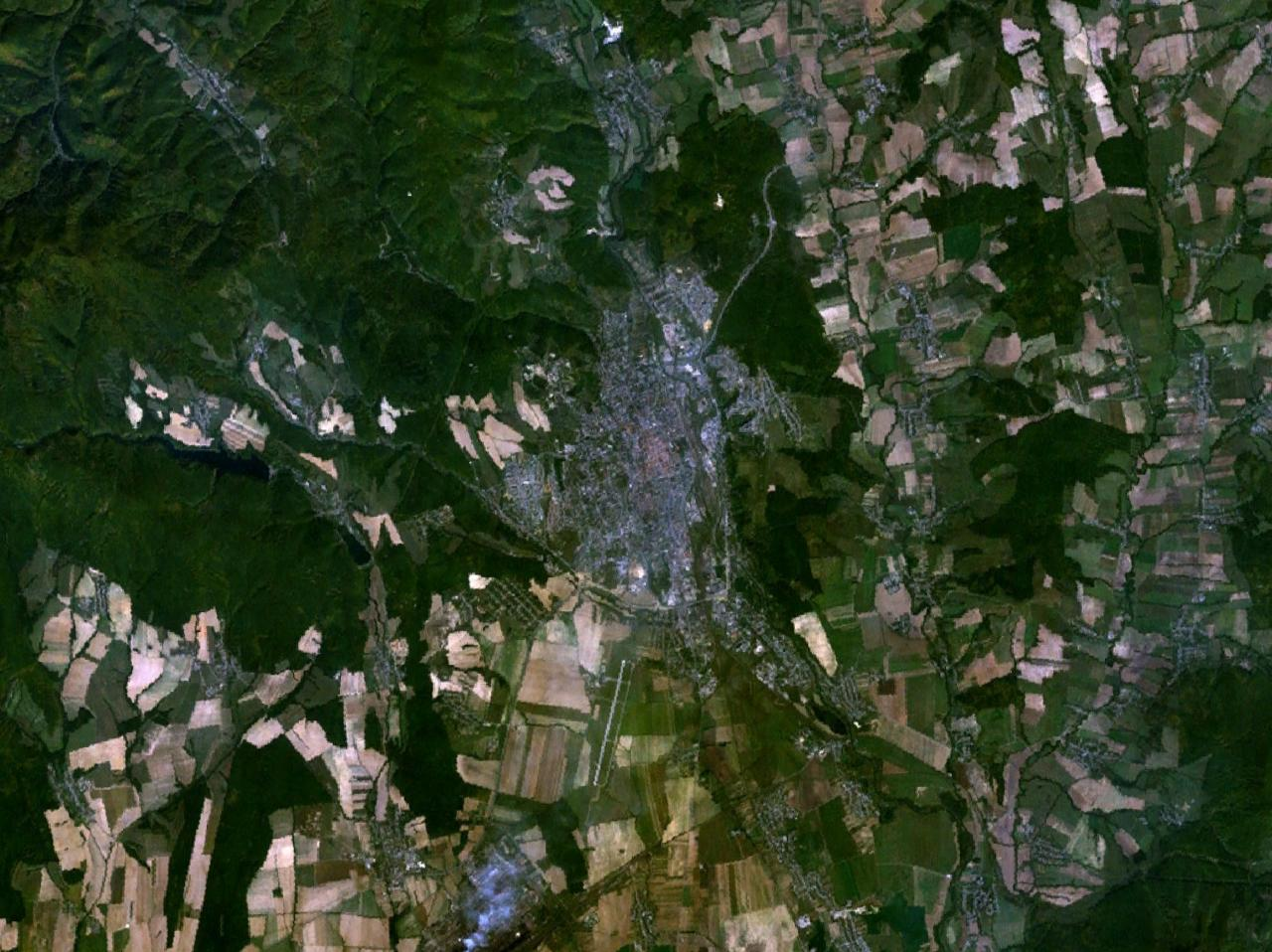
Satelitní fotografie Košic a okolí

Košicko-prešovská aglomerace je jedna z největších a nejvýznamnějších městských seskupení na Slovensku. Tvoří ji především města Prešov a Košice a jejich sféra vlivu. Ve městě Košice žije okolo 240 tisíc obyvatel, v Prešově okolo 95 tisíc. Celkově v aglomeraci žije 555 800 obyvatel. Podle studie firem Colliers International, Dentons a Skanska patří aglomerace Košic mezi TOP 5 nejrychleji rostoucích měst v Evropě